# Chrysocrambus craterella
Chrysocrambus craterella is een vlinder uit de familie grasmotten (Crambidae). De wetenschappelijke naam is voor het eerst geldig gepubliceerd in 1763 door Scopoli.
De soort komt voor in Europa.